# Nadowli

Nadowli är en ort i nordvästra Ghana. Den är huvudort för distriktet Nadowli-Kaleo, och folkmängden uppgick till 4 085 invånare vid folkräkningen 2010.